# Прибутковий будинок Ширмана

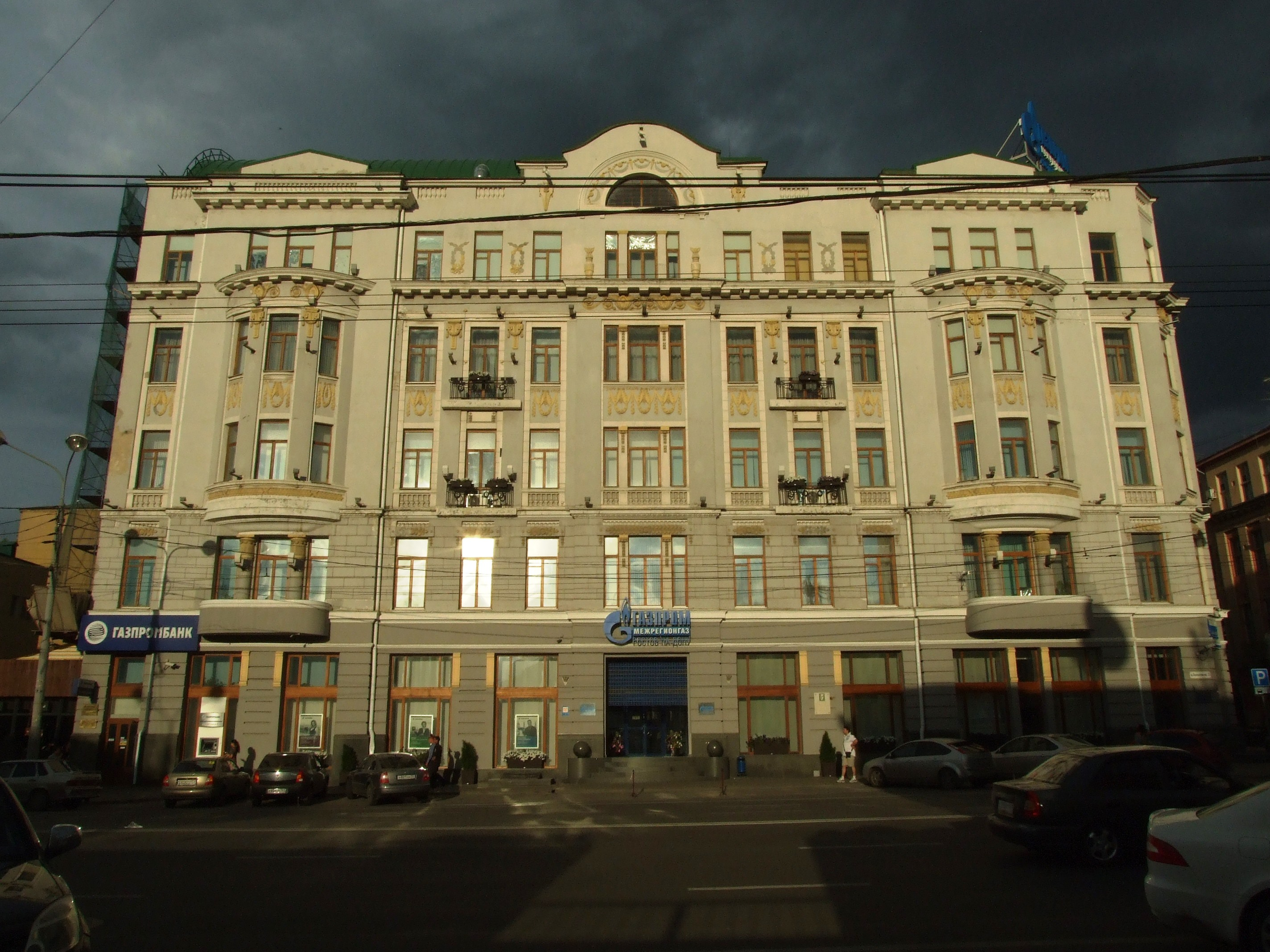

Прибутковий будинок М. В. Ширмана (рос. Доходный дом М. В. Ширмана) — будівля в Ростові-на-Дону, побудована в 1911 році за проектом архітектора Арутюна Христофоровича Закіева. Розташоване на розі Ворошиловського проспекту і вулиці Суворова. Будівля має статус об'єкта культурної спадщини регіонального значення.

## Історія
Прибутковий будинок М. В. Ширмана був побудований в 1911 році за проектом ростовського архітектора Арутюна Христофоровича Закіева. У 1920-х роках після приходу радянської влади будинок став «Будинком Друку». Там розміщувалася Ростовська асоціація пролетарських письменників і клуб робочих кореспондентів газети «Молот». У 1922 році в будівлі був сформований перший в Ростові піонерський загін «Спартак». 28 листопада 1926 року в «Будинку Друку» виступав поет Володимир Маяковський. Перед Німецько-радянською війною будівлю передали Народному комісаріату внутрішніх справ. Після закінчення війни в будівлі відкрився готель «Південна», а на першому поверсі розмістився ляльковий театр. В даний час будівля займає ТОВ «Газпром міжрегіонгаз Ростов-на-Дону». За деякими даними, до Чемпіонату світу з футболу 2018 року в будівлі може бути відкритий чотиризірковий готель.

## Архітектура

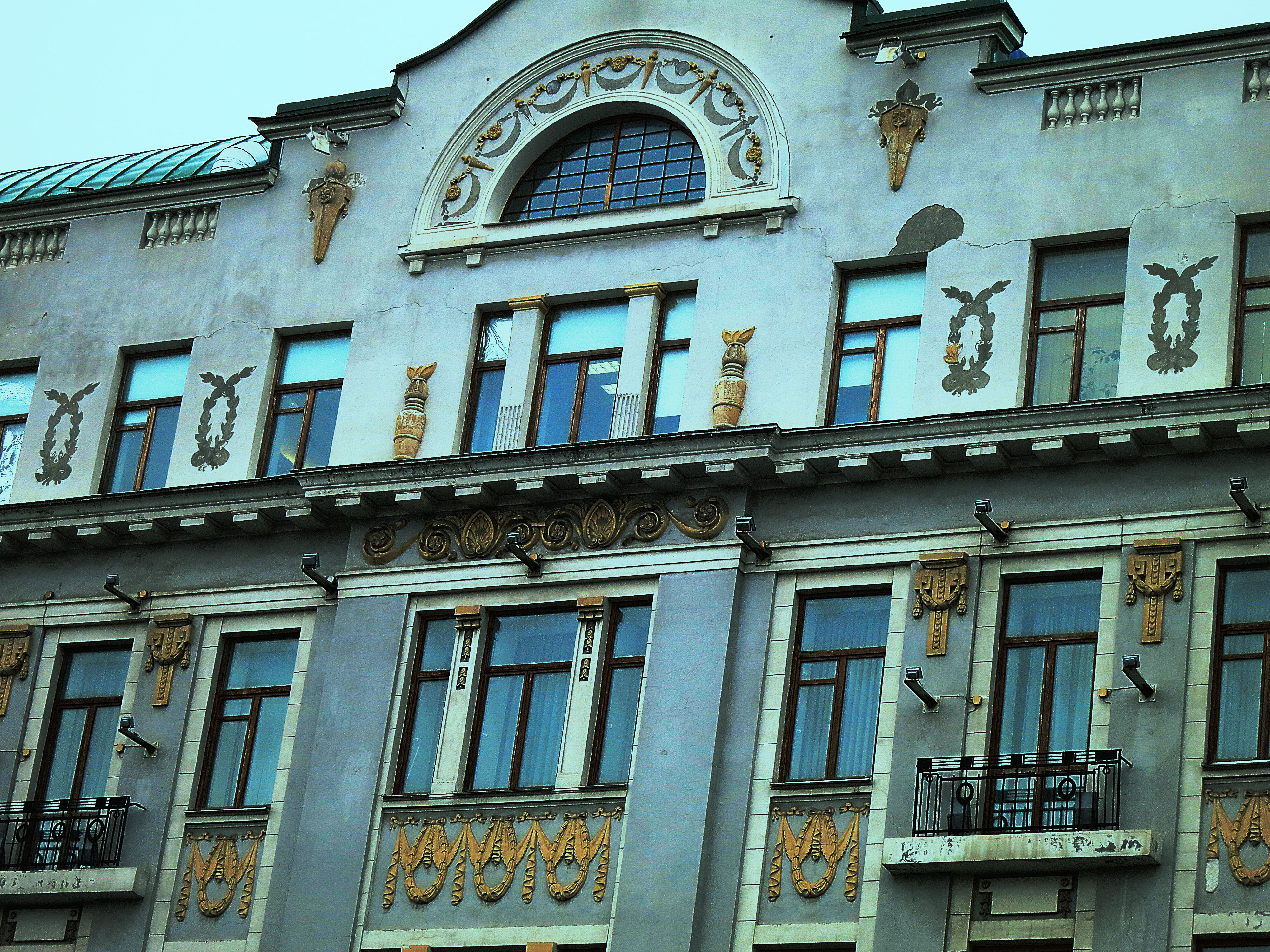
Елемент фасаду

П'ятиповерхова цегляна будівля побудована в стилі модерн. Парадний фасад оздоблений штукатуркою. В оформленні фасаду присутні вінки, вазони, рослинний орнамент. Перший і другий поверхи оброблені рустом. Горизонтальне членування фасаду підкреслюється тягами під вікнами і масивним карнизом між четвертим і п'ятим поверхами. Вертикальне членування фасаду виконано еркерами і балконами з аттиками.
Будинок Ширмана прямокутний у плані, з внутрішнім двором. Будівля має коридорну систему планування. Головний вхід розташований на розі Ворошиловського проспекту і вулиці Суворова.

## Меморіальні дошки
У 1983 році на фасаді будинку було встановлено меморіальну дошку з написом:
|  | У цій будівлі виступав 28 листопада 1926 року кращий талановитий поет нашої радянської епохи Володимир Володимирович Маяковський (1893-1930). |

Напис на інший меморіальній дошці:
|  | У цій будівлі в 1922 році був створений перший піонерський загін "Спартак" і в 1923 році центральний Клуб юних піонерів міста Ростова-на-Дону. |